# کولمه معمولی
کولمه معمولی (نام علمی: Rutilus rutilus) نام یک گونه از سرده کولمه‌ها است.